# Треска (крепост)
Вижте пояснителната страница за други значения на Треска.
Треска e средновековна българска крепост в планината Рудник в Шумадия. По всяка вероятност е и част от моравската укрепителна система, макар конкретното ѝ предназначение да било за охрана на рудника под едноименната планина (виж и закон за рудниците). 
Намира се на едноименното възвишение на 5 km източно от Горни Милановац.